# Two of Us (go!go!vanillasの曲)
「Two of Us」（トゥー オブ アス）は、日本のロックバンド・go!go!vanillasの楽曲で、ゲスト・ボーカルにHump Backの林萌々子が迎えられた。2022年10月5日にデジタルシングルとしてGetting Betterから発売された。

## 概要
『ペンペン』以来約3か月ぶりとなるデジタルシングルで、go!go!vanillas史上初となるコラボ楽曲。アルバム『FLOWERS』からの先行シングル。この曲の歌詞について、牧は「映画『愛がなんだ』や『勝手にふるえてろ』のような、ちょっとダメな男とそれを全部わかっている女性が登場する映画をよく観ていたタイミングだったんですよ。僕は大分出身ですけど、九州男児ってそういう人が多い気がして。男が『俺についてこい』と引っ張っているように見えて、実は女性が引っ張らせてあげていて、喜ばせてあげているという。それは自分の母親を見ていて実感したことで、昔からずっと『敵わないな』と思っていたからこそ僕の曲に出てくる女性は強い人ばかりで。この曲でもそういう男女の関係性、僕の中にある“幸せな家族像”をイメージしながら歌詞を書きましたね。」と発言している。
9月30日に日本武道館で開催されたライブ『My Favorite Things』にて今作のリリースが発表され、林萌々子と共に初披露された。
10月5日に配信リリースされ、同日20:00にミュージックビデオが公開された。
10月22日には今作のメイキング映像がYouTube上にて公開された。

## 参加ミュージシャン
go!go!vanillas
- 牧達弥（ボーカル・ギター）
- 柳沢進太郎（ギター・ボーカル）
- 長谷川プリティ敬祐（ベース）
- ジェットセイヤ（ドラムス）

Additional Musicians
- 林萌々子(Hump Back)（ボーカル）
- 井上惇志（showmore）（ピアノ）

## タイアップ
- フジテレビ系『めざまし8』2022年11月度エンディングソング[6]。

## ライブ映像作品
Two of Us feat. 林萌々子
- LIVE FILM -My Favorite Things-